# Turniej w Tulonie 2011
Turniej w Tulonie 2011 – 39. edycja młodzieżowego turnieju piłkarskiego. Rozegrany został w dniach 1-10 czerwca. Obrońcą tytułu była reprezentacja Wybrzeża Kości Słoniowej, która odpadła w fazie grupowej turnieju. Zwycięzcą została Kolumbia, pokonując w finale Francję po serii rzutów karnych.

## Zespoły
- Francja
- Kolumbia
- Wybrzeże Kości Słoniowej
- Portugalia
- Chiny
- Meksyk
- Włochy
- Węgry

## Stadiony
Spotkania były rozgrywane na stadionach w następujących miastach:
- Aubagne
- Hyères
- La Seyne
- Le Lavandou
- Nicea
- Saint-Raphaël
- Tulon (finał)

## Faza grupowa

### Grupa A
| Reprezentacja            | Pkt | M | W | R | P | Br+ | Br- | +/- |
| ------------------------ | --- | - | - | - | - | --- | --- | --- |
| Kolumbia                 | 5   | 3 | 1 | 2 | 0 | 6   | 3   | +3  |
| Włochy                   | 5   | 3 | 1 | 2 | 0 | 4   | 2   | +2  |
| Portugalia               | 5   | 3 | 1 | 2 | 0 | 3   | 2   | +1  |
| Wybrzeże Kości Słoniowej | 0   | 3 | 0 | 0 | 3 | 1   | 7   | -6  |

| 1 czerwca 2011 16:15 CEST | Kolumbia · Rodríguez 33'(-k) | 1:1(1:0) | Portugalia · 73' Baldé | Stade Mayol, Tulon Sędzia: José Alfredo Peñaloza |
|                           |                              |          |                        |                                                  |

| 1 czerwca 2011 18:30 CEST | Wybrzeże Kości Słoniowej | 0:2(0:1) | Włochy · 4' Paloschi · 73' Gabbiadini | Stade Mayol, Tulon Sędzia: Stanisław Todorow |
|                           |                          |          |                                       |                                              |

| 3 czerwca 2011 17:15 CEST | Kolumbia · Rodríguez 7'(-k) · Cardona 13' 19' · Muriel 45' | 4:1(3:0) | Wybrzeże Kości Słoniowej · 60'(-sam.) Franco | Stade de l'Estérel, Saint-Raphaël Sędzia: Sándor Andó-Szabó |
|                           |                                                            |          |                                              |                                                             |

| 3 czerwca 2011 19:30 CEST | Włochy · Gabbiadini 25' | 1:1(1:0) | Portugalia · 72' Baldé | Stade de l'Estérel, Saint-Raphaël Sędzia: Zhang Lei |
|                           |                         |          |                        |                                                     |

| 5 czerwca 2011 18:30 CEST | Kolumbia · Quiñones 17' | 1:1(1:0) | Włochy · 57'(-k) Paloschi | Le Grand Stade, Le Lavandou Sędzia: José Alfredo Peñaloza |
|                           |                         |          |                           |                                                           |

| 5 czerwca 2011 18:30 CEST | Wybrzeże Kości Słoniowej | 0:1(0:0) | Portugalia · 48' N. Oliveira | Le Grand Stade, Le Lavandou Sędzia: Stanisław Todorow |
|                           |                          |          |                              |                                                       |

### Grupa B
| Reprezentacja | Pkt | M | W | R | P | Br+ | Br- | +/- |
| ------------- | --- | - | - | - | - | --- | --- | --- |
| Francja       | 7   | 3 | 2 | 1 | 0 | 9   | 2   | +7  |
| Meksyk        | 6   | 3 | 2 | 0 | 1 | 5   | 5   | 0   |
| Węgry         | 4   | 3 | 1 | 1 | 1 | 4   | 3   | +1  |
| Chiny         | 0   | 3 | 0 | 0 | 3 | 1   | 9   | -8  |

| 2 czerwca 2011 16:45 CEST | Chiny | 0:3(0:0) | Węgry · 42' Katona · 53' Futács · 80+1' Eppel | Stade Perruc, Hyères Sędzia: Andrea de Marco |
|                           |       |          |                                               |                                              |

| 2 czerwca 2011 19:00 CEST | Francja · Knockaert 5' · Joseph-Monrose 40' · Tafer 64' · Benezet 70' | 4:1(2:1) | Meksyk · 25' Dávila | Stade Perruc, Hyères Sędzia: João Carlos Santos Capela |
|                           |                                                                       |          |                     |                                                        |

| 4 czerwca 2011 16:15 CEST | Węgry | 0:2(0:0) | Meksyk · 57' Dávila · 66' Orrantía | Stade du Ray, Nicea Sędzia: João Carlos Santos Capela |
|                           |       |          |                                    |                                                       |

| 4 czerwca 2011 18:30 CEST | Francja · Joseph-Monrose 21' 39' · Benezet 64' · Jarsalé 70' | 4:0(2:0) | Chiny | Stade du Ray, Nicea Sędzia: Imer Machado |
|                           |                                                              |          |       |                                          |

| 6 czerwca 2011 18:00 CEST | Chiny · Shuai 10' | 1:2(1:1) | Meksyk · 40'(-k) Izazola · 65' Reyes | Stade Marquet, La Seyne Sędzia: Imer Machado |
|                           |                   |          |                                      |                                              |

| 6 czerwca 2011 18:00 CEST | Francja · Duplus 80+2' | 1:1(0:0) | Węgry · 45' Futács | Stade de Lattre, Aubagne Sędzia: Andrea De Marco |
|                           |                        |          |                    |                                                  |

## Faza pucharowa

### Półfinały
| 8 czerwca 2011 17:30 CEST | Kolumbia · Cardona 38' · Valencia 47' | 2:1(1:0) | Meksyk · 80+2' Izazola | Stade Mayol, Tulon Sędzia: Stanisław Todorow |
|                           |                                       |          |                        |                                              |

| 8 czerwca 2011 20:00 CEST | Francja · Joseph-Monrose 62' | 1:0(0:0) | Włochy | Stade Mayol, Tulon Sędzia: Sándor Andó-Szabó |
|                           |                              |          |        |                                              |

### Mecz o 3. miejsce
| 10 czerwca 2011 18:30 CEST                                     | Włochy · Destro 42' | 1:1 k. 5:4(0:1)                                           | Meksyk · 32' Guarch | Stade Mayol, Tulon Sędzia: João Carlos Santos Capela |
|                                                                |                     |                                                           |                     |                                                      |
|                                                                |                     | Rzuty karne                                               |                     |                                                      |
| Destro · Caldirola · Rossi · Soriano · Paloschi · D’Alessandro |                     | De Buen · Villalobos · Rivera · Reyes · Pulido · Valéncia |                     |                                                      |

### Finał
| 10 czerwca 2011 21:00 CEST           | Francja · Joseph-Monrose 50' | 1:1 k. 1:3(0:0)                        | Kolumbia · 75' Zapata | Stade Mayol, Tulon Sędzia: Andrea De Marco |
|                                      |                              |                                        |                       |                                            |
|                                      |                              | Rzuty karne                            |                       |                                            |
| Le Tallec · Pogba · Duplus · Jarsalé |                              | Rodríguez · Murillo · Franco · Candelo |                       |                                            |

| ZWYCIĘZCA TURNIEJU W TULONIE 2011 |
| --------------------------------- |
| KOLUMBIA 3. TYTUŁ                 |

## Strzelcy
5 goli
- Steven Joseph-Monrose

3 gole
- Edwin Cardona

2 gole

- James Rodríguez
- Duván Zapata
- Márkó Futács
- Manolo Gabbiadini
- Alberto Paloschi
- Ulises Dávila
- Nicolas Benezet
- David Izazola
- Amido Baldé

1 gol

- Shuai Pei
- Luis Muriel
- Hector Quiñones
- José Adolfo Valencia
- Frédéric Duplus
- Fabien Jarsalé
- Anthony Knockaert
- Yannis Tafer
- Márton Eppel
- Máté Katona
- Mattia Destro
- Carlos Orrantía
- Diego Reyes
- Taufic Guarch
- Nélson Oliveira

gole samobójcze
- Pedro Franco (dla  Wybrzeża Kości Słoniowej)

## Końcowa klasyfikacja
| Miejsce | Zawodnik                 |
| ------- | ------------------------ |
| 1       | Kolumbia                 |
| 2       | Francja                  |
| 3       | Włochy                   |
| 4       | Meksyk                   |
| 5       | Portugalia               |
| 6       | Węgry                    |
| 7       | Wybrzeże Kości Słoniowej |
| 8       | Chiny                    |